# Кімберлі Госс
Кімберлі Госс (нар. 15 лютого 1978, Лос-Анджелес, США) — вокалістка та засновниця фінської павер-метал групи Sinergy.

## Біографія
Кімберлі народилася в Лос-Анджелесі в сім'ї корейця і німкені. Її мати була джазовою співачкою. Коли Кімберлі був рік, її мати отримала пропозицію роботи в Японії, і сім'я поїхала в місто Кавасакі, поруч із Токіо. У 1980 році родина повернулася до Лос-Анджелеса, пізніше переїхала до Чикаго, де Кімберлі провела більшу частину дитинства.

## Музична кар'єра
Госс рано почала свою музичну кар'єру, вона дебютувала як вокалістка в американській дет-дум групі Avernus у п'ятнадцять років, брала участь у записі двох демо в 1994—1995. У 17 вона переїхала до Норвегії, співала і грала на клавішних у норвезькій блек-метал групі Ancient протягом 1996—1997 років. Після запису з ними одного альбому, вона вирушила в тур з Dark Funeral і Bal-Sagoth. Через два дні після закінчення цього туру вона була також запрошена в шведську симфонік-метал групу Therion концертною клавішницею. У 1997 році, знов у ролі сесійної клавішниці, їй було запропоновано приєднатися до Dimmu Borgir, де вона виконувала клавішні партії на концертах і їздила з цією групою у світовий тур на підтримку альбому Enthrone Darkness Triumphant.
Разом із Dimmu Borgir вони вирушили в турне за участю In Flames, Krisiun і Kreator . Під час турне, у серпні 1997 року, вона познайомилася з гітаристом In Flames Еспером Стрембладом, і в 1998 році вони разом заснували Sinergy. У 1998 році Кімберлі Госс заміняла в європейському турі Янне Вірмана, клавішника Children of Bodom, який закінчував навчання в інституті. Там вона познайомилася з Алексі Лайхо, лідер-гітаристом і вокалістом групи, і згодом вийшла за нього заміж. Проте в 2004 році вони розлучилися. Незважаючи на розрив, вони залишаються хорошими друзями. Алексі грав у Sinergy, заснованим Еспером і Кімберлі.